# Gabriël Noëth
Pour les articles homonymes, voir Noeth.
Gabriël Noëth, né le 14 décembre 1908 et mort le 1er septembre 1979, est un footballeur belge actif durant les années 1920 et les années 1930. Il évolue durant toute sa carrière au RFC malinois où il évolue au poste d'attaquant.

## Biographie

### Carrière de joueur
Buteur prolifique, Gabriël Noëth fait ses débuts avec l'équipe première du RFC malinois en 1926, à l'âge de 18 ans. N'ayant connu qu'un seul club dans sa carrière, il s'impose peu à peu en tant que titulaire du club et permet à l'équipe d'être championne de Division 2 en 1927-1928. Lors de sa carrière, il deviendra vice-champion de Division 1 en 1930-1931.

### Carrière d'entraîneur
Un an après avoir mis un terme à sa carrière, il dirige les joueurs du RFC malinois jusqu'en 1943. Lors de cette année 1943, il conduira le club à son premier titre de Division 1. Il reviendra en 1952 pour entraîner la même équipe avec son ex-équipier, Désiré Bourgeois. Après un an de duo avec Désiré Bourgeois, il reprend le flambeau d'entraîneur du RFC malinois jusqu'en 1954.

## Statistiques
| Saison                | Club                  | Championnat           | Championnat | Championnat | Coupe(s) nationale(s) | Coupe(s) nationale(s) | Total | Total |
| Saison                | Club                  | Division              | M.          | B.          | M.                    | B.                    | M.    | B.    |
| 1926-1927             | FC malinois           | Division 1            | 11          | -           | -                     | -                     | 11    | 0     |
| 1927-1928             | FC malinois           | Division 2            | -           | -           | -                     | -                     | 0     | 0     |
| 1928-1929             | FC malinois           | Division 1            | 19          | 12          | -                     | -                     | 19    | 12    |
| 1929-1930             | RFC malinois          | Division 1            | 24          | 8           | -                     | -                     | 24    | 8     |
| 1930-1931             | RFC malinois          | Division 1            | 25          | 16          | -                     | -                     | 25    | 16    |
| 1931-1932             | RFC malinois          | Division 1            | 22          | 13          | -                     | -                     | 22    | 13    |
| 1932-1933             | RFC malinois          | Division 1            | 21          | 10          | -                     | -                     | 21    | 10    |
| 1933-1934             | RFC malinois          | Division 1            | 16          | 17          | -                     | -                     | 16    | 17    |
| 1934-1935             | RFC malinois          | Division 1            | 20          | 13          | 2                     | 4                     | 22    | 17    |
| 1935-1936             | RFC malinois          | Division 1            | 3           | 0           | -                     | -                     | 3     | 0     |
| 1936-1937             | RFC malinois          | Division 1            | 9           | 6           | -                     | -                     | 9     | 6     |
| 1937-1938             | RFC malinois          | Division 1            | 7           | 3           | -                     | -                     | 7     | 3     |
| 1938-1939             | RFC malinois          | Division 1            | 4           | 1           | -                     | -                     | 4     | 1     |
| Total sur la carrière | Total sur la carrière | Total sur la carrière | 181         | 104         | -                     | -                     | 181   | 104   |

## Palmarès

### Palmarès comme joueur
- FC malinois
  - Championnat de Belgique de D2
    - Champion :  1928

### Palmarès comme entraîneur
- RFC malinois
  - Championnat de Belgique
    - Champion :  1943